# Norwich (Nova York)
Norwich és una població dels Estats Units a l'estat de Nova York. Segons el cens del 2000 tenia 7.355 habitants.

## Demografia
Segons el cens del 2000, Norwich tenia 7.355 habitants, 3.131 habitatges, i 1.671 famílies. La densitat de població era de 1.392 habitants per km².
Dels 3.131 habitatges en un 28,6% hi vivien nens de menys de 18 anys, en un 35,6% hi vivien parelles casades, en un 13,4% dones solteres, i en un 46,6% no eren unitats familiars. En el 40,2% dels habitatges hi vivien persones soles el 19% de les quals corresponia a persones de 65 anys o més que vivien soles. El nombre mitjà de persones vivint en cada habitatge era de 2,19 i el nombre mitjà de persones que vivien en cada família era de 2,95.
Per edats la població es repartia de la següent manera: un 24,6% tenia menys de 18 anys, un 8,2% entre 18 i 24, un 26,1% entre 25 i 44, un 20% de 45 a 60 i un 21,2% 65 anys o més.
L'edat mediana era de 39 anys. Per cada 100 dones de 18 o més anys hi havia 75 homes.
La renda mediana per habitatge era de 28.485 $ i la renda mediana per família de 39.808 $. Els homes tenien una renda mediana de 33.537 $ mentre que les dones 24.430 $. La renda per capita de la població era de 17.339 $. Entorn del 14,7% de les famílies i el 18,7% de la població estaven per davall del llindar de pobresa.

## Poblacions més properes
El següent diagrama mostra les poblacions més properes.